# Гензельт, Адольф фон
Адо́льф фон Ге́нзельт (нем. Adolph von Henselt, первоначально Georg Martin Adolph von Hänselt, в России Адольф Львович Гензельт; 9 мая 1814, Швабах — 10 октября 1889, Вармбрунн) — русский и немецкий композитор и пианист.

## Биография
В 1817 году семья Гензельтов переселилась в Мюнхен. В возрасте трёх лет Адольф начал учиться играть на скрипке, два года спустя на фортепиано (в том числе у Антона Хальма).
В 1832 году получил стипендию короля Баварии Людвига I, благодаря чему мог восемь месяцев учиться играть на фортепиано у Иоганна Непомука Гуммеля в Веймаре.
Его дебют 29 ноября 1832 года в Мюнхене принёс ему значительный успех. Затем до 1834 года Гензельт изучал композицию в Вене у Симона Зехтера.
Совершая успешное четырёхлетнее турне по городам Германии и России, Гензельт в 1836 году встречался в Карловых Варах с Фредериком Шопеном. 24 октября 1837 года в Бад-Зальцбрунне (ныне Щавно-Здруй) женился на Розалии Фогель, жене придворного врача и приятеля Иоганна Вольфганга фон Гёте.
В 1838 году Гензельт был назначен придворным пианистом российской императрицы Александры Фёдоровны, с 1857 г. — генеральным инспектором царских воспитательных заведений для благородных девиц в Санкт-Петербурге. Благодаря этой должности Гензельт следующие сорок лет мог влиять на музыкальную жизнь России, при этом он ушёл с концертной сцены в 35 лет. Среди его многочисленных учеников — Альфред Генрих Эрлих (ещё в германский период), Николай Зверев, Ингеборг Старк, Али Линдберг, Николай Бер, Владимир Стасов и другие.
В 1872—1875 годы — редактор музыкального журнала «Нувеллист». В 1876 году Гензельту было пожаловано дворянство. В 1887—1888 годы преподавал в Петербургской консерватории, профессор.
Адольф фон Гензельт скончался во время лечения на курорте Вармбрунн.

## Творчество
Игра Гензельта отличалась мягким туше, совершенным легато, отшлифованными пассажами и мастерством в технике растяжения пальцев. В его репертуаре преобладали произведения И. С. Баха (в частности, Хорошо темперированный клавир), К. М. Вебера, Ф. Шопена, Ф. Листа. Сам Лист говорил своим ученикам: «Найдите секрет рук Гензельта. Я бы и сам имел такие шёлковые лапки, как у него, будь у меня на то желание. Никто не может повторить его игру». По словам Р. Шумана, Гензельт был «могучий пианист, затмевающий всех; обладающий наивысшим равенством развития рук, железной мощью и выносливостью, но также мягкостью, изяществом и певучестью».
Писал произведения для фортепиано, а также концертные фортепианные транскрипции оперных и оркестровых произведений, русских народных песен и произведений русских композиторов (М. И. Глинки, П. И. Чайковского, А. С. Даргомыжского, М. Ю. Виельгорского и др.). Тем не менее, количество его произведений сравнительно мало по сравнению с современниками. Сам Гензельт в письме музыкальному критику Марии Липсиус отмечал: «Я не питаю иллюзий насчёт себя. Я прекрасно знаю, что некоторые из моих композиций действительно относятся к числу лучших среди когда-либо написанных для фортепиано… Но всё же их слишком мало! Работ, достойных упоминания, и того меньше; я не доказал себе, что могу быть композитором».
Известен случай, когда ноктюрн Гензельта «Фонтан» (фр. La Fontaine) op.6 № 2 в 1849 году в Москве был опубликован издательством Грессера-Ленгольда под видом романса А. Л. Гурилёва «К фонтану Бахчисарайского дворца» на слова А. С. Пушкина. Положил ли слова на музыку Гензельта сам Гурилёв, не известно. Позднее романс переиздавался издательствами Ф. Т. Стелловского в 1862 году и А. Гутхейля в 1895-6 годах без какого-либо упоминания имени Гензельта. Интересно, что П. И. Юргенсон и тот же Гутхейль печатали и ноктюрн Гензельта в неизменном виде и под его именем, хотя и под номером 1 в op.6. Уже в советское время в своём балете «Бахчисарайский фонтан» Борис Асафьев оркестровал музыку данного ноктюрна и использовал её в начале и конце балета, полагая, что он был написан Гурилёвым.

### Избранные сочинения
Концерты
- Концерт f-moll для фортепиано с оркестром, ор.16

Камерная музыка
- Трио a-moll для фортепиано, скрипки и виолончели, op.24
- Дуэт h-moll для фортепиано и валторны, альта или виолончели, op.14

Для фортепиано соло
- 12 «Характеристических концертных этюдов», ор.2 (№ 6 «Будь я птицей, к тебе бы полетел» — самая популярная из его пьес; имеется также в обработке Л. Годовского) и 12 «Салонных этюдов», ор.5; вместе два цикла составляют 24 этюда во всех тональностях
- «Поэма любви» (фр. Poême d’amour) H-dur, op.3
- Рапсодия, op.4
- 10 пьес, op.13
- Весенняя песня (нем. Frühlingslied) op.15
- Баллада B-dur, op.31
- 4 экспромта
- Романсы, вальсы, марши и другие пьесы для фортепиано

Транскрипции
- Увертюр из опер «Вольный стрелок», «Оберон», «Эврианта» К. М. Вебера
- Увертюр «Кориолан», «Эгмонт» Л. ван Бетховена; «Патетической» сонаты для двух фортепиано
- Арий и хоров К. М. Вебера

Литература
- «На многолетнем опыте основанные правила преподавания фортепианной игры». — СПб., 1868 (руководство для учителей музыки).

Редактировал издания сонат Бетховена, произведений К. М. Вебера, Гуммеля, Мендельсона, Шопена; Бертини, Крамера и Мошелеса.

## Память

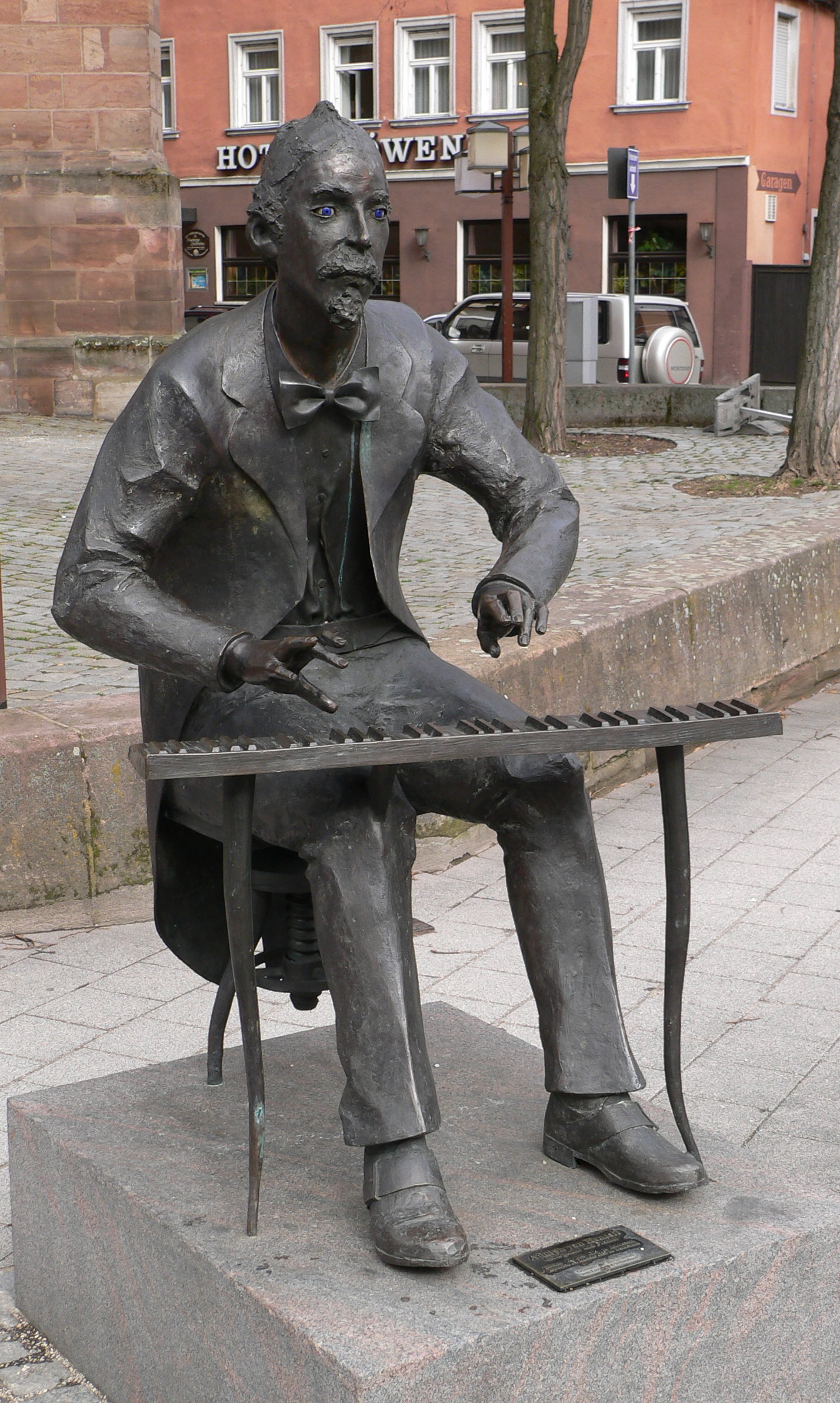
Памятник Гензельту в Швабахе

На родине пианиста функционирует Международное общество Адольфа Гензельта (нем. Internationale Adolph-Henselt-Gesellschaft), проводятся фестивали его имени.